# NGC 5965-1
NGC 5965-1 is een spiraalvormig sterrenstelsel in het sterrenbeeld Draak. Het hemelobject werd op 5 mei 1788 ontdekt door de Duits-Britse astronoom William Herschel.

## Synoniemen
- UGC 9914
- IRAS 15328+5651
- MCG 10-22-20
- FGC 1918
- ZWG 297.16
- KCPG 469B
- PGC 55459